# Уличное

Церковь в селе Уличное

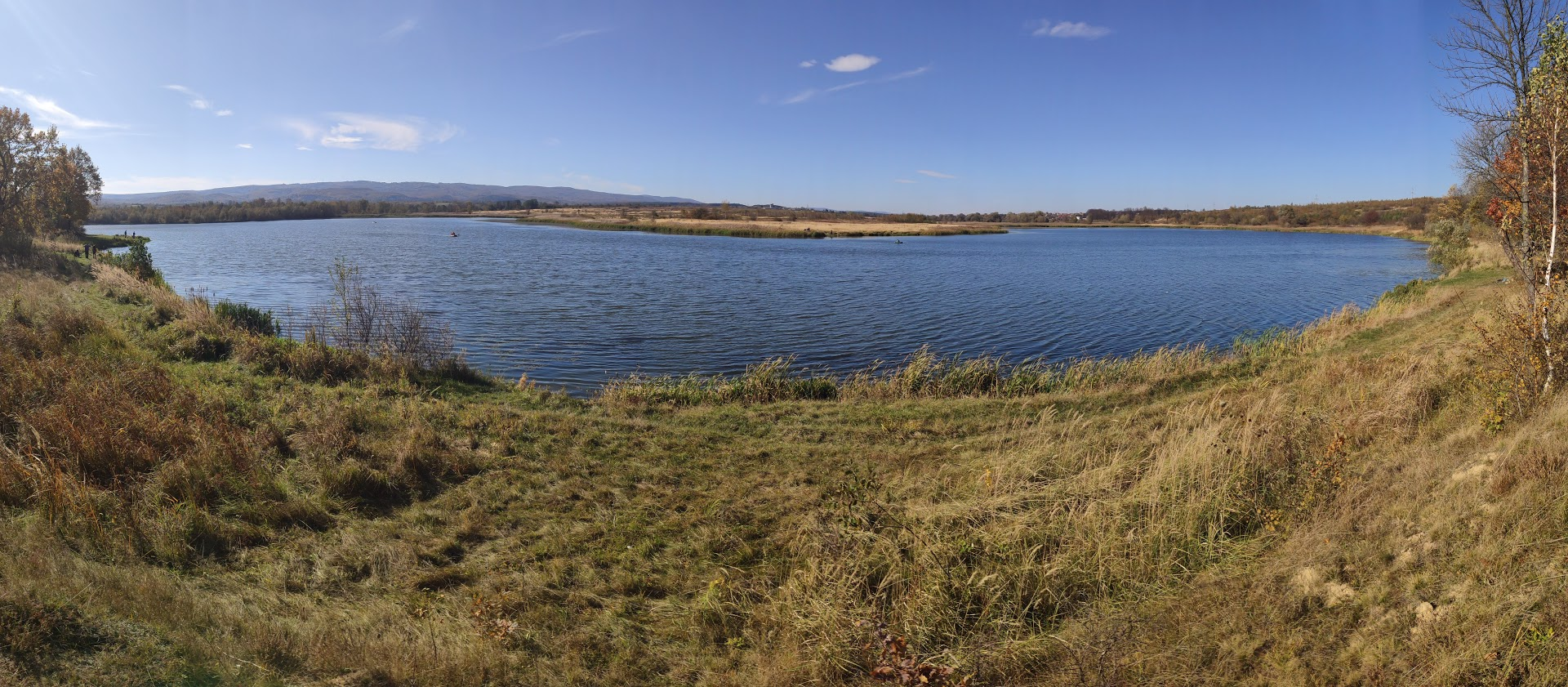
Озеро в селе Уличное

Уличное (укр. Уличне) — село в Трускавецкой городской общине Дрогобычского района Львовской области Украины.
Население по переписи 2001 года составляло 3856 человек. В 2020 году в селе проживало более 3500 человек. Занимает площадь 37,149 км². Почтовый индекс — 82177. Телефонный код — 3244.